# Hap Emms Memorial Trophy
Hap Emms Memorial Trophy (fr. Trophée Hap Emms) – nagroda przyznawana każdego sezonu dla najlepszego bramkarza turnieju o Memorial Cup. Nagroda wzięła swoją nazwę od Leightona Emmsa.

## Lista zdobywców
- 2017: Michael DiPietro, Windsor Spitfires
- 2016: Tyler Parsons, London Knights
- 2015: Ken Appleby, Oshawa Generals
- 2014: Antoine Bibeau, Val-d’Or Foreurs
- 2013: Andriej Makarow, Saskatoon Blades
- 2012: Gabriel Girard, Shawinigan Cataractes
- 2011: Jordan Binnington, Owen Sound Attack
- 2010: Martin Jones, Calgary Hitmen
- 2009: Marco Cousineau, Drummondville Voltigeurs
- 2008: Dustin Tokarski, Spokane Chiefs
- 2007: Matt Keetley, Medicine Hat Tigers
- 2006: Cédrick Desjardins, Quebec Remparts
- 2005: Adam Dennis, London Knights
- 2004: Kelly Guard, Kelowna Rockets
- 2003: Scott Dickie, Kitchener Rangers
- 2002: T.J. Aceti, Erie Otters
- 2001: Maxime Daigneault, Val-d’Or Foreurs
- 2000: Sebastien Caron, Rimouski Océanic
- 1999: Cory Campbell, Belleville Bulls
- 1998: Chris Madden, Guelph Storm
- 1997: Christian Bronsard, Hull Olympiques
- 1996: Frederic Deschenes, Granby Prédateurs
- 1995: Jason Saal, Plymouth Whalers
- 1994: Eric Fichaud, Chicoutimi Saguenéens
- 1993: Kevin Hodson, Sault Ste. Marie Greyhounds
- 1992: Corey Hirsch, Kamloops Blazers
- 1991: Félix Potvin, Chicoutimi Saguenéens
- 1990: Mike Torchia, Kitchener Rangers
- 1989: Mike Greenlay, Saskatoon Blades
- 1988: Mark Fitzpatrick, Medicine Hat Tigers
- 1987: Mark Fitzpatrick, Medicine Hat Tigers
- 1986: Steve Guenette, Owen Sound Attack
- 1985: Ward Komonosky, Prince Albert Raiders
- 1984: Darren Pang, Ottawa 67’s
- 1983: Mike Vernon, Portland Winter Hawks
- 1982: Michael Morrissette, Sherbrooke Castors
- 1981: Corrado Micalef, Cornwall Royals
- 1980: Rick LaFerriere, Peterborough Petes
- 1979: Bart Hunter, Brandon Wheat Kings
- 1978: Ken Ellacott, Peterborough Petes
- 1977: Pat Riggin, Ottawa 67’s
- 1976: Maurice Barrett, Quebec Remparts
- 1975: Gary Carr, Toronto Marlboros